# Joan IV de Wittelsbach
Joan IV de Wittelsbach o de Baviera-Múnic (alemany: Johann IV, Herzog von Bayern) (Munic, 4 d'octubre de 1437 - 18 de novembre de 1463) va ser duc de Baviera-Múnic des de 1460 fins a la seva mort el 1463.
Joan IV era fill d'Albert III, duc de Baviera i va governar com duc de Baviera-Munic des de 1460 fins que va morir de pesta el 1463 (la pesta ja havia matat el seu pare i a un germà tres anys abans). El seu germà Segimon va romandre co-regent (ja ho era des de 1460) i un altre germà, Albert IV, de 18 anys, va ocupar el seu lloc. Joan IV fou enterrat a l'Església de la Mare de Déu de Múnic.